# Brence
Abrence (llamada oficialmente San Xoán de Abrence) es una parroquia y una aldea española del municipio de Puebla del Brollón, en la provincia de Lugo, Galicia.

## Otras denominaciones
La parroquia también es conocida por el nombre de San Xoán de Brence.

## Geografía
Limita con las parroquias de Cereixa y Castroncelos al norte, Barxa de Lor al este, Pinel al oeste, y Liñares y Quintá de Lor al sur.
| Noroeste: Cereixa | Norte: Castroncelos          | Noreste: Barxa de Lor            |
| Oeste: Pinel      |                              | Este: Barxa de Lor               |
| Suroeste: Liñares | Sur: Quintá de Lor (Quiroga) | Sureste: Quintá de Lor (Quiroga) |

## Organización territorial
La parroquia está formada por once entidades de población, constando tres de ellas en el nomenclátor del Instituto Nacional de Estadística español:
- Abrence
  - Casanova (A Casanova)
  - Encrucillada (A Encrucillada)
  - Fondo de Vila
  - Fonte (A Fonte)
  - Pereira (A Pereira)
  - Souto (O Souto)
  - Val (O Val)
- Estación (A Estación)
- Frieira (A Frieira)

### Despoblado
Despoblado que forma parte de la parroquia:
- Golmar

## Demografía

### Parroquia
| Gráfica de evolución demográfica de Brence (parroquia) entre 2000 y 2020 |
|                                                                          |
| Datos según el nomenclátor publicado por el INE.                         |

### Aldea
| Gráfica de evolución demográfica de Abrence (aldea) entre 2000 y 2020 |
|                                                                       |
| Datos según el nomenclátor publicado por el INE.                      |

## Monumentos
- Iglesia de San Xoán de Abrence

## Festividades
Las fiestas de la parroquia se celebran, en honor a Santa Lucía, el primer domingo del mes de septiembre. 